# Concerto pour alto (Walton)
Pour les articles homonymes, voir concerto pour alto (homonymie).
 (mars 2023).
Si vous disposez d'ouvrages ou d'articles de référence ou si vous connaissez des sites web de qualité traitant du thème abordé ici, merci de compléter l'article en donnant les références utiles à sa vérifiabilité et en les liant à la section « Notes et références ».
Le Concerto pour alto est un concerto pour alto et orchestre du compositeur britannique William Walton. Initialement composé pour Lionel Tertis en 1928, c'est Paul Hindemith qui créé l'œuvre le 3 octobre 1929 aux concerts promenades de Londres.

## Structure
1. Andante comodo
2. Vivo
3. Allegro moderato

Durée d'exécution : 21 minutes environ.

## Instrumentation
- deux flûtes (dont un piccolo), deux hautbois, 1 cor anglais, deux clarinettes (dont une clarinette basse), deux bassons (dont un contrebasson), quatre cors, trois trompettes, trois trombones, timbales, cordes.